# Rockwall
La ville de Rockwall est le siège du comté de Rockwall, dans l’État du Texas, aux États-Unis. Sa population s’élevait à 37 490 habitants lors du recensement de 2010, estimée à 43 586 habitants en 2016.

## Source
- (en) Cet article est partiellement ou en totalité issu de l’article de Wikipédia en anglais intitulé « Rockwall, Texas » (voir la liste des auteurs).